# Cleistocactus

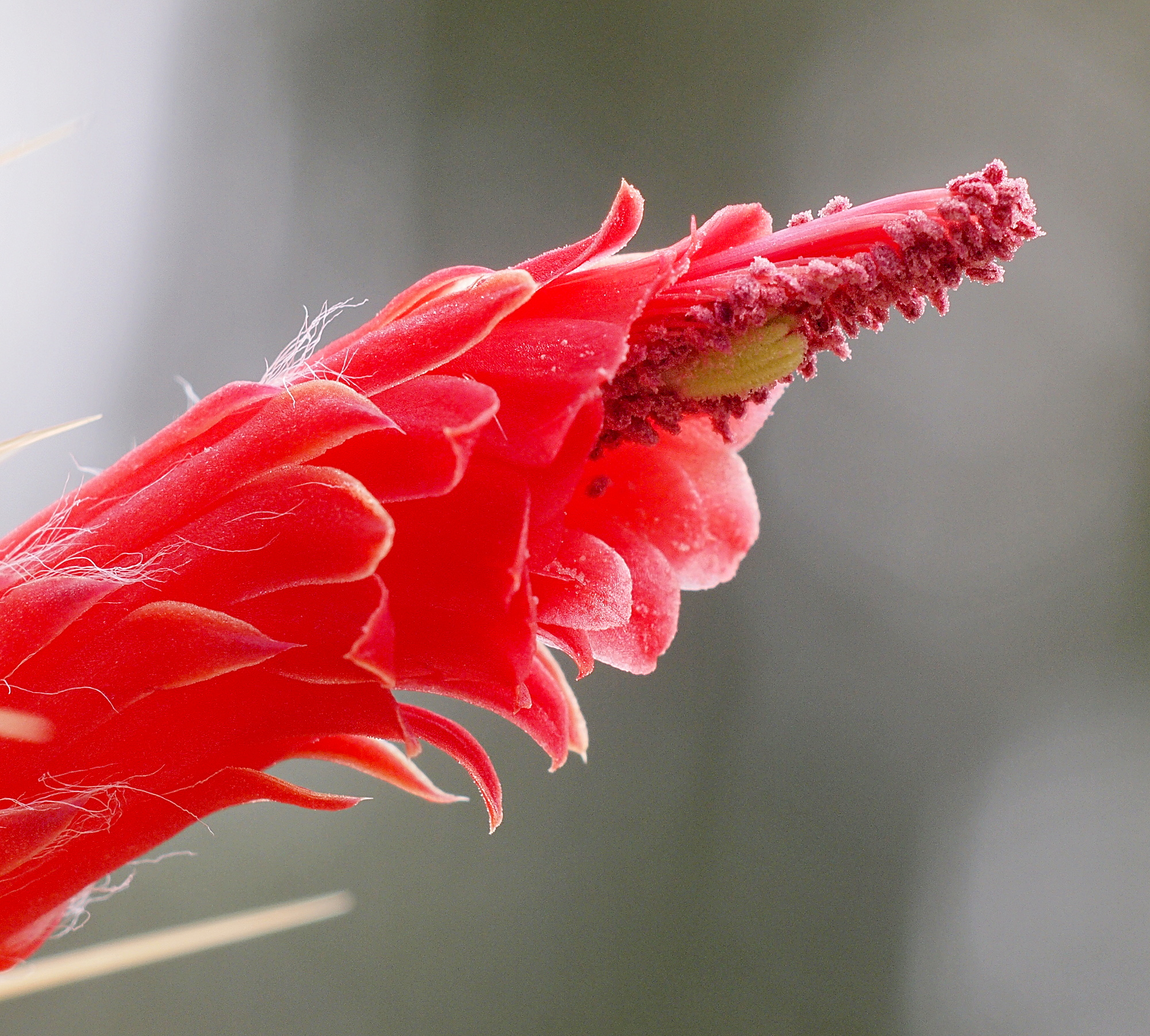
Blüte von Cleistocactus baumannii

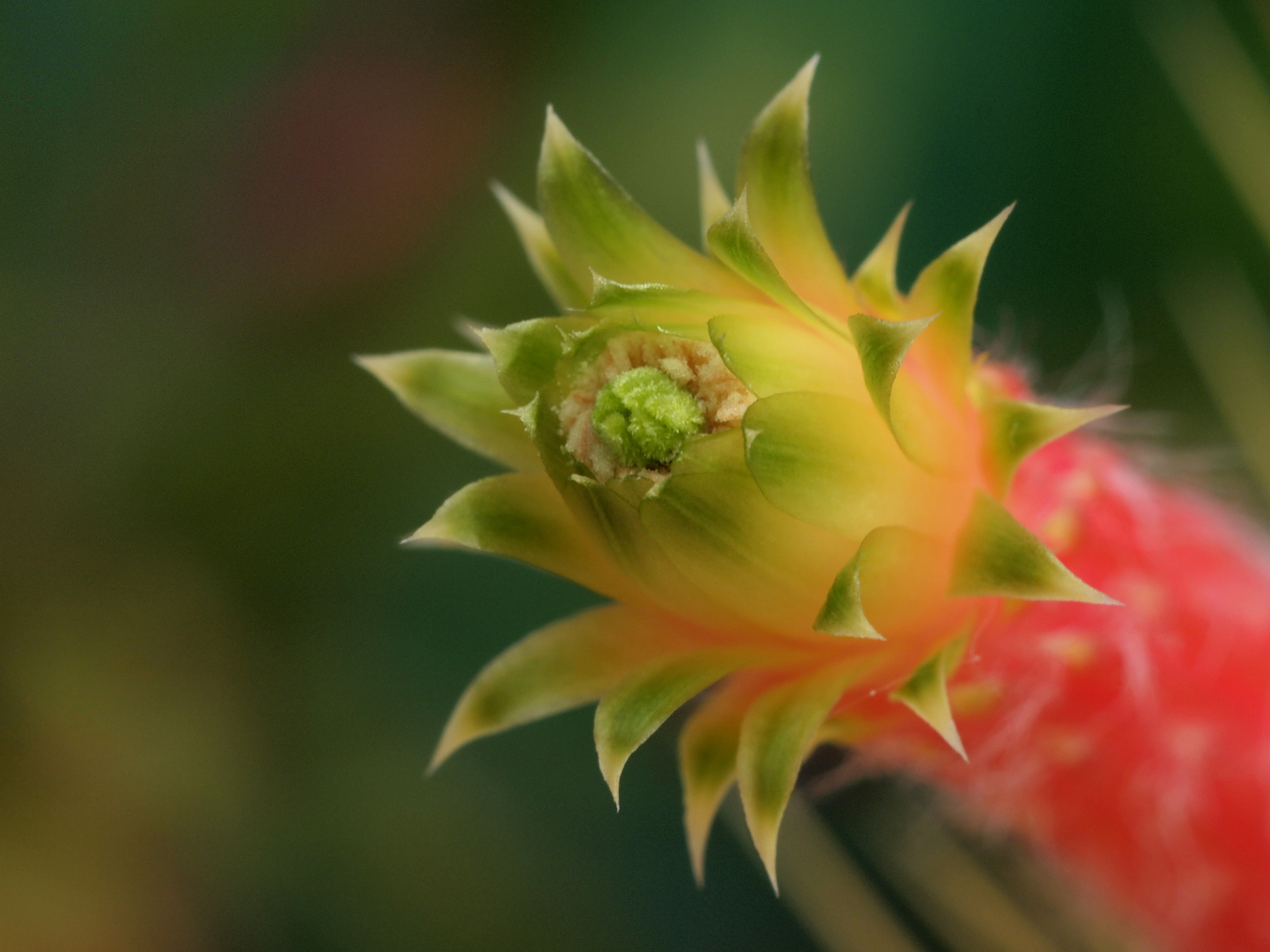
Blüte von Cleistocactus smaragdiflorus

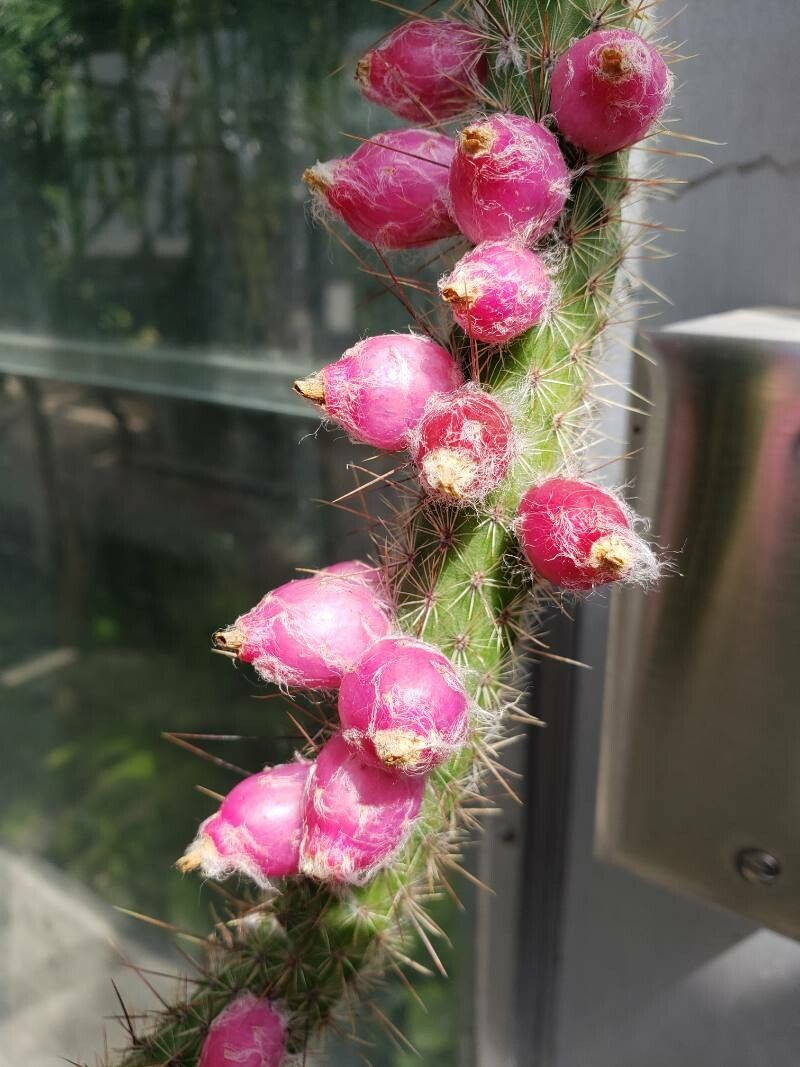
Früchte von Cleistocactus baumannii

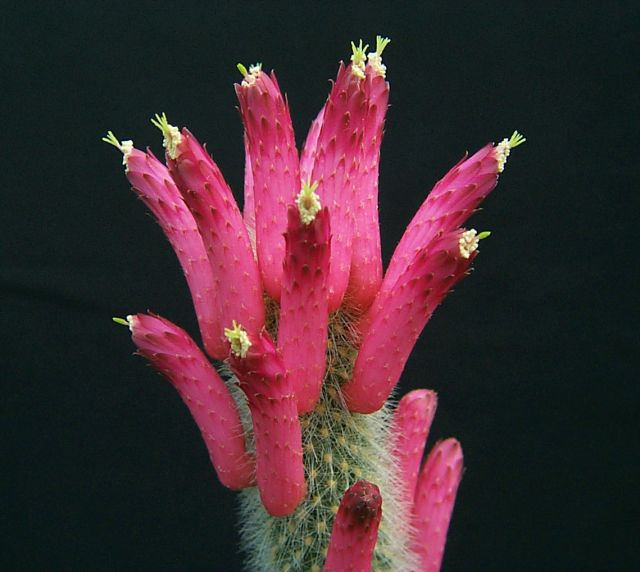
Blüten von Cleistocactus brookeae

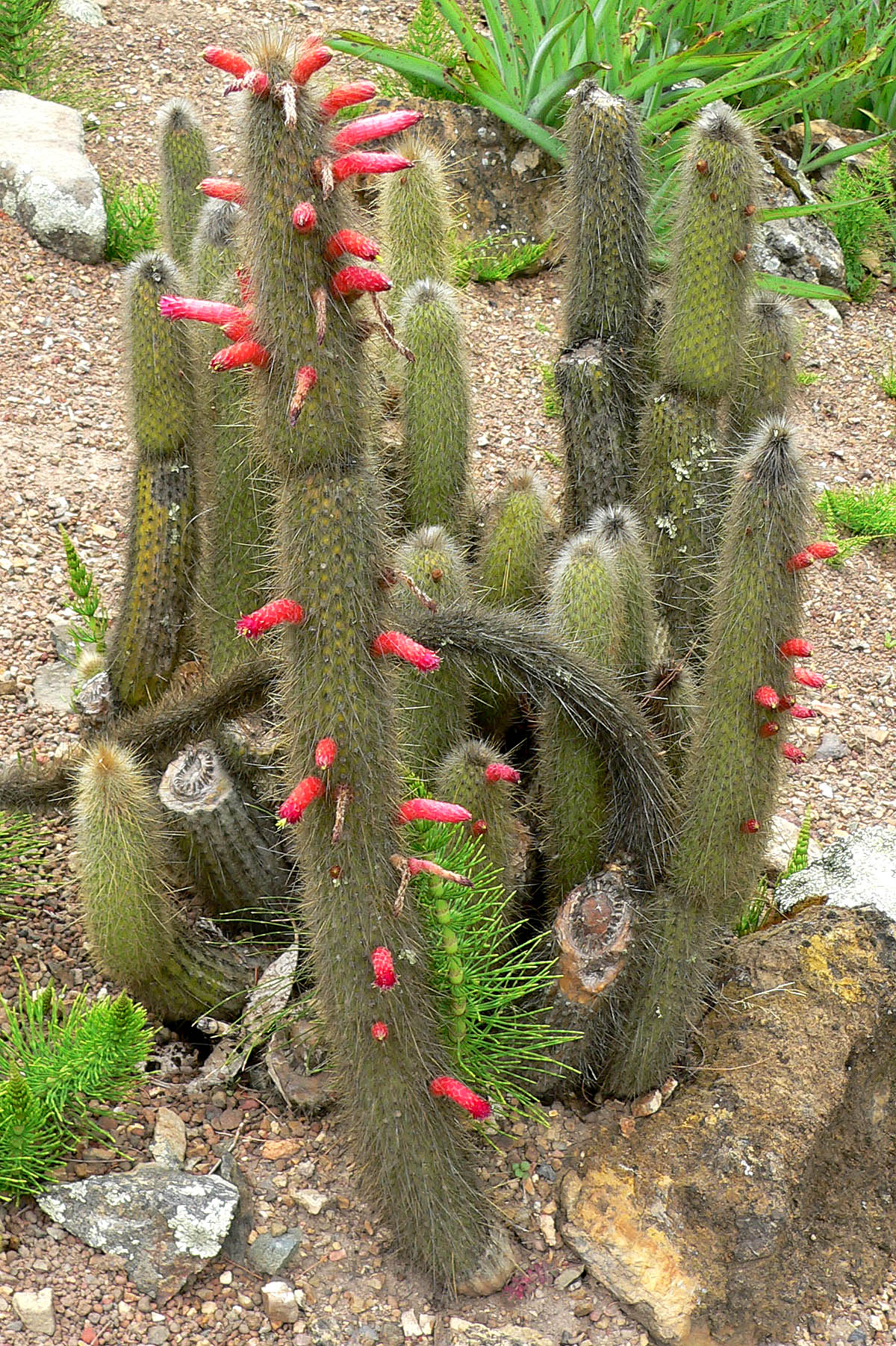
Cleistocactus hyalacanthus

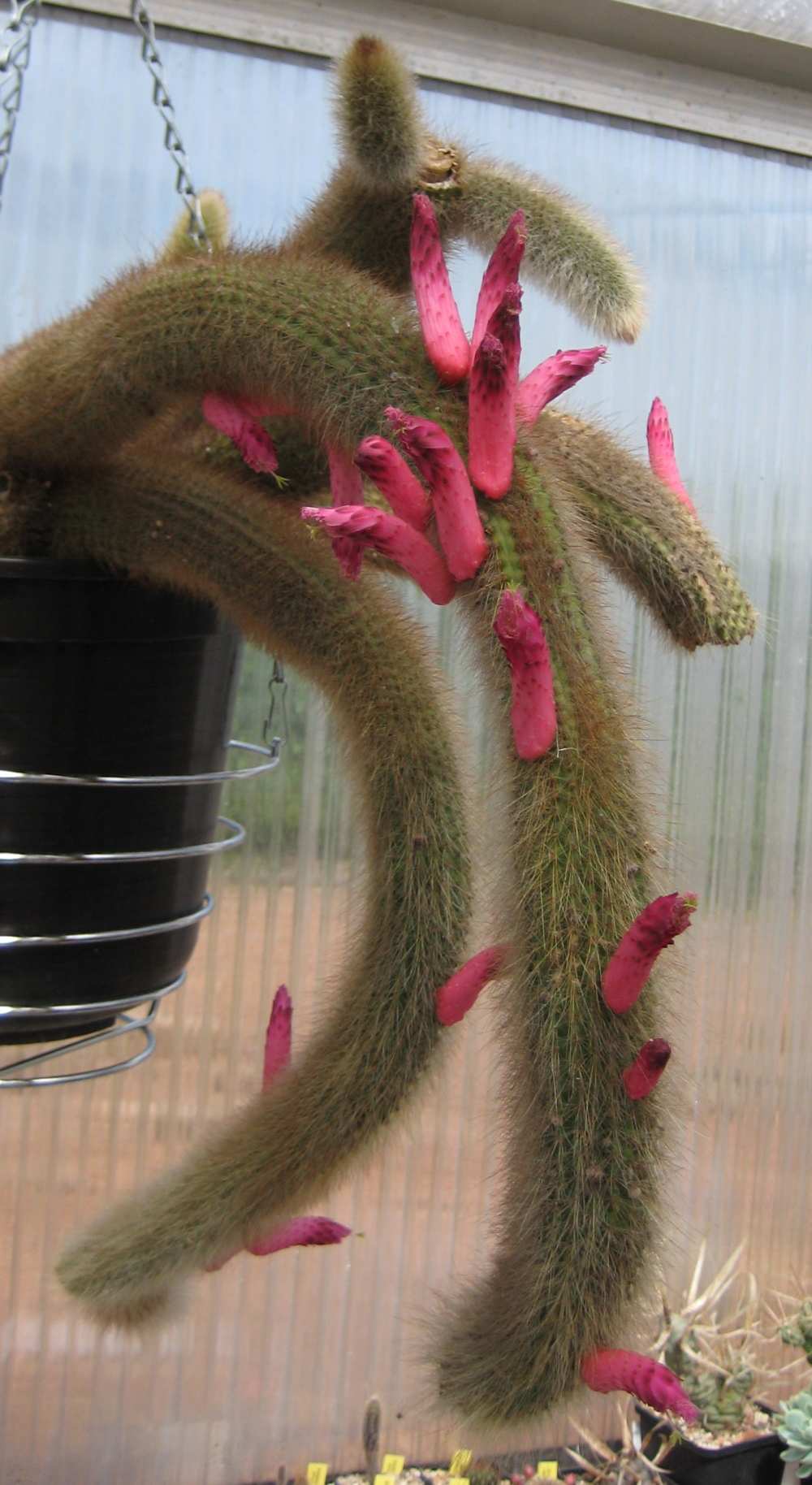
Cleistocactus vulpis-cauda

Cleistocactus ist eine Pflanzengattung aus der Familie der Kakteengewächse (Cactaceae). Der botanische Name (von altgriechisch κλειστός kleistós, deutsch ‚verschlossen‘) spielt auf die röhrenförmigen Blüten in der Gattung an, die bei einigen Arten fast geschlossen erscheinen.

## Beschreibung
Die Pflanzen der Gattung sind schlanktriebige Stammsukkulenten von bis zu etwa 3 m Höhe. Meist bilden sie basal verzweigende Sträucher, selten verzweigen sie höher und bilden kleine Bäume. Die Sprosse stehen aufrecht und hängen dann häufig im Alter über, meist liegen sie mit aufstrebenden Enden nieder, seltener wachsen sie hängend. Sie haben meist viele Rippen. Die auf den Rippen stehenden Areolen tragen meist viele feine, haarartige Dornen mit einigen festeren Dornen dazwischen, selten sind die Dornen länger und grob.
Die Blüten erscheinen bei den meisten Arten in großer Anzahl jeweils einzeln aus den Areolen. Bei einigen Arten (aus den früheren Gattungen Borzicereus und Cephalocleistocactus) erscheinen sie aus auffälligen Zonen mit starker Borsten- und Haarbildung. In Anpassung an die Bestäuber (Kolibris) sind die Blüten lang röhrenförmig mit aufrecht stehenden Blütenhüllblättern, die an den Spitzen manchmal nicht oder nur wenig nach außen umgeschlagen sind und so fast geschlossen erscheinen. Häufig sind sie durch einen basisnahen Knick nach oben und/oder durch einen schräg stehenden Blütensaum (oben länger oder gerader, unten kürzer oder weiter umgeschlagen) leicht zygomorph. Die Blütenfarben reichen von grün über weiß, gelb, orange und rot bis violett, wobei Rottöne vorherrschen. Die nach Befruchtung entstehenden, dicht beschuppten Früchte sind relativ klein, enthalten aber meist zahlreiche Samen.

## Verbreitung und Systematik
Das Verbreitungsgebiet der Gattung Cleistocactus erstreckt sich in Südamerika vom Süden Ecuadors über Peru, Bolivien, den Westen Brasiliens weiter nach Paraguay bis in den Norden Argentiniens. 
Die Erstbeschreibung der Gattung erfolgte 1861 durch Charles Lemaire. Die Typusart der Gattung ist Cleistocactus baumannii.

### Systematik nach N.Korotkova et al. (2021)
Zur Gattung gehören die folgenden Arten:
- Cleistocactus baumannii (Lem.) Lem.
  - Cleistocactus baumannii subsp. baumannii
  - Cleistocactus baumannii subsp. horstii (P.J.Braun) N.P.Taylor
  - Cleistocactus baumannii subsp. santacruzensis (Backeb.) Mottram
- Cleistocactus brookeae Cárdenas
  - Cleistocactus brookeae subsp. brookeae
  - Cleistocactus brookeae subsp. vulpis-cauda (F.Ritter & Cullmann) Mottram
- Cleistocactus buchtienii Backeb.
- Cleistocactus candelilla Cárdenas
- Cleistocactus hildegardiae F.Ritter
- Cleistocactus hyalacanthus (K.Schum.) Rol.-Goss.
- Cleistocactus laniceps (K.Schum.) Rol.-Goss.
- Cleistocactus luribayensis Cárdenas
- Cleistocactus morawetzianus Backeb.
- Cleistocactus orthogonus Cárdenas
- Cleistocactus parviflorus (K.Schum.) Rol.-Goss.
  - Cleistocactus parviflorus var. parviflorus
  - Cleistocactus parviflorus var. comarapanus F.Ritter
- Cleistocactus piraymirensis Cárdenas
- Cleistocactus pungens F.Ritter
- Cleistocactus reae Cárdenas
- Cleistocactus ritteri Backeb. ex Guiggi
- Cleistocactus samaipatanus (Cárdenas) D.R.Hunt
  - Cleistocactus samaipatanus subsp. divi-miseratus (Cárdenas ex Backeb.) M.Lowry
  - Cleistocactus samaipatanus subsp. samaipatanus
- Cleistocactus smaragdiflorus (F.A.C.Weber) Britton & Rose
- Cleistocactus strausii (Heese) Backeb.
- Cleistocactus tominensis (Weing.) Backeb.
  - Cleistocactus tominensis subsp. micropetalus (F.Ritter) Mottram
  - Cleistocactus tominensis subsp. tominensis
- Cleistocactus winteri D.R.Hunt
  - Cleistocactus winteri subsp. colademono D.R.Hunt
  - Cleistocactus winteri subsp. winteri

Synonyme für die Gattung sind Cleistocereus Frič & Kreuz. (1936), Bolivicereus Cárdenas (1951), Cephalocleistocactus F.Ritter (1959), Winteria F.Ritter (1962, nom. illeg.), Seticleistocactus Backeb. (1963), Winterocereus Backeb. (1966) und Hildewintera F.Ritter (1966, nom. inval.).

### Systematik nach M.Lowry (2016)
Zur Gattung gehören die folgenden Arten:
- Cleistocactus baumannii (Lem.) Lem.
  - Cleistocactus baumannii subsp. baumannii
  - Cleistocactus baumannii subsp. horstii (P.J.Braun) N.P.Taylor
- Cleistocactus brookeae Cárdenas
- Cleistocactus buchtienii Backeb.
- Cleistocactus candelilla Cárdenas
- Cleistocactus capadalensis F.Ritter = Cleistocactus tominensis (Weing.) Backeb.
- Cleistocactus chrysocephalus (F.Ritter) Mottram = Cleistocactus reae Cárdenas
- Cleistocactus dependens Cárdenas
- Cleistocactus hildegardiae F.Ritter
- Cleistocactus hyalacanthus (K.Schum.) Rol.-Goss.
- Cleistocactus laniceps (K.Schum.) Rol.-Goss.
- Cleistocactus luribayensis Cárdenas
- Cleistocactus micropetalus F.Ritter
- Cleistocactus morawetzianus Backeb.
- Cleistocactus parviflorus (K.Schum.) Rol.-Goss.
- Cleistocactus pungens F.Ritter
- Cleistocactus reae Cárdenas
- Cleistocactus ritteri Backeb.
- Cleistocactus samaipatanus (Cárdenas) D.R.Hunt
  - Cleistocactus samaipatanus subsp. samaipatanus
  - Cleistocactus samaipatanus subsp. divi-miseratus (Cárdenas ex Backeb.) M.Lowry
- Cleistocactus smaragdiflorus (F.A.C.Weber) Britton & Rose
- Cleistocactus strausii (Heese) Backeb.
- Cleistocactus tominensis (Weing.) Backeb.
- Cleistocactus variispinus F.Ritter
- Cleistocactus viridiflorus Backeb. = Cleistocactus ritteri Backeb. ex Guiggi
- Cleistocactus winteri D.R.Hunt
  - Cleistocactus winteri subsp. colademono D.R.Hunt
  - Cleistocactus winteri subsp. winteri

### Systematik nach E.F.Anderson/Eggli (2005)
Zur Gattung Cleistocactus gehören folgende Arten:
- Cleistocactus acanthurus (Vaupel) D.R.Hunt ≡ Borzicactus acanthurus (Vaupel) Britton & Rose
  - Cleistocactus acanthurus subsp. acanthurus
  - Cleistocactus acanthurus subsp. faustianus (Backeb.) Ostolaza ≡ Borzicactus acanthurus subsp. faustianus (Backeb.) G.J.Charles
  - Cleistocactus acanthurus subsp. pullatus (Rauh & Backeb.) Ostolaza ≡ Borzicactus acanthurus subsp. pullatus (Rauh & Backeb.) G.J.Charles
- Cleistocactus baumannii (Lem.) Lem.
  - Cleistocactus baumannii subsp. anguinus (Gürke) P.J.Braun & Esteves = Cleistocactus baumannii subsp. santacruzensis (Backeb.) Mottram
  - Cleistocactus baumannii subsp. baumannii
  - Cleistocactus baumannii subsp. chacoanus (F.Ritter) P.J.Braun & Esteves = Cleistocactus baumannii subsp. santacruzensis (Backeb.) Mottram
  - Cleistocactus baumannii subsp. croceiflorus (F.Ritter) P.J.Braun & Esteves = Cleistocactus baumannii subsp. santacruzensis (Backeb.) Mottram
  - Cleistocactus baumannii subsp. horstii (P.J.Braun) N.P.Taylor
  - Cleistocactus baumannii subsp. santacruzensis (Backeb.) Mottram
- Cleistocactus brookeae Cárdenas
- Cleistocactus buchtienii Backeb.
- Cleistocactus candelilla Cárdenas
- Cleistocactus chotaensis F.A.C.Weber ex Rol.-Goss. = Borzicactus sepium (Kunth) Britton & Rose
- Cleistocactus clavispinus (Rauh & Backeb.) Ostolaza = Borzicactus hystrix (Rauh & Backeb.) G.J.Charles
- Cleistocactus ×crassiserpens Rauh & Backeb. = Borzicactus icosagonus (Kunth) Britton & Rose
eine natürliche Hybride von Cleistocactus icosagonus und Cleistocactus serpens.
- Cleistocactus dependens Cárdenas = Cleistocactus candelilla Cárdenas
- Cleistocactus erectispinus (Rauh & Backeb.) Ostolaza = Borzicactus acanthurus subsp. acanthurus
- Cleistocactus ferrarii R.Kiesling = Cleistocactus smaragdiflorus (F.A.C.Weber) Britton & Rose
- Cleistocactus fieldianus (Britton & Rose) D.R.Hunt ≡ Borzicactus fieldianus Britton & Rose
  - Cleistocactus fieldianus subsp. fieldianus
  - Cleistocactus fieldianus subsp. samnensis (F.Ritter) Ostolaza = Borzicactus plagiostoma (Vaupel) Britton & Rose
  - Cleistocactus fieldianus subsp. tessellatus (Akers & Buining) Ostolaza ≡ Borzicactus fieldianus subsp. tessellatus (Akers & Buining) G.J.Charles
- Cleistocactus granditessellatus (Rauh & Backeb.) Leuenb. = Borzicactus sulcifer (Rauh & Backeb.) Kimnach
- Cleistocactus grossei Backeb. = Cleistocactus baumannii subsp. santacruzensis (Backeb.) Mottram
- Cleistocactus hildegardiae F.Ritter
- Cleistocactus hyalacanthus (K.Schum.) Rol.-Goss.
- Cleistocactus hystrix (Rauh & Backeb.) Ostolaza ≡ Borzicactus hystrix (Rauh & Backeb.) G.J.Charles
- Cleistocactus icosagonus (Kunth) F.A.C.Weber ex Rol.-Goss. ≡ Borzicactus icosagonus (Kunth) Britton & Rose
- Cleistocactus laniceps (K.Schum.) Rol.-Goss.
- Cleistocactus leonensis Madsen ≡ Borzicactus leonensis (Madsen) G.J.Charles
- Cleistocactus longiserpens Leuenb. ≡ Borzicactus longiserpens (Leuenb.) G.J.Charles
- Cleistocactus luribayensis Cárdenas
- Cleistocactus micropetalus F.Ritter ≡ Cleistocactus tominensis subsp. micropetalus (F.Ritter) Mottram
- Cleistocactus morawetzianus Backeb.
- Cleistocactus muyurinensis F.Ritter = Cleistocactus piraymirensis Cárdenas
- Cleistocactus orthogonus Cárdenas
- Cleistocactus pachycladus (Rauh & Backeb.) Ostolaza ≡ Borzicactus pachycladus (Rauh & Backeb.) G.J.Charles
- Cleistocactus palhuayensis F.Ritter & Shahori = Cleistocactus ritteri Backeb. ex Guiggi
- Cleistocactus paraguariensis F.Ritter = Cleistocactus baumannii subsp. santacruzensis (Backeb.) Mottram
- Cleistocactus parapetiensis Cárdenas = Cleistocactus smaragdiflorus (F.A.C.Weber) Britton & Rose
- Cleistocactus parviflorus (K.Schum.) Rol.-Goss.
- Cleistocactus peculiaris (Rauh & Backeb.) Ostolaza = Borzicactus hystrix (Rauh & Backeb.) G.J.Charles
- Cleistocactus piraymirensis Cárdenas
- Cleistocactus plagiostoma (Vaupel) D.R.Hunt ≡ Borzicactus plagiostoma (Vaupel) Britton & Rose
- Cleistocactus pungens F.Ritter
- Cleistocactus reae Cárdenas
- Cleistocactus ritteri Backeb.
- Cleistocactus roezlii (Haage ex K.Schum.) Backeb. = Borzicactus sepium (Kunth) Britton & Rose
- Cleistocactus roseiflorus (Buining) G.D.Rowley ≡ Borzicactus icosagonus subsp. roseiflorus (Buining) G.J.Charles
- Cleistocactus samaipatanus (Cárdenas) D.R.Hunt
- Cleistocactus sepium (Kunth) F.A.C.Weber ex Rol.-Goss. ≡ Borzicactus sepium (Kunth) Britton & Rose
- Cleistocactus serpens (Kunth) F.A.C.Weber ex Rol.-Goss. = Borzicactus longiserpens (Leuenb.) G.J.Charles
- Cleistocactus sextonianus (Backeb.) D.R.Hunt ≡ Borzicactus sextonianus (Backeb.) Kimnach
- Cleistocactus smaragdiflorus (F.A.C.Weber) Britton & Rose
- Cleistocactus strausii (Heese) Backeb.
- Cleistocactus sulcifer (Rauh & Backeb.) Leuenb. ≡ Borzicactus sulcifer (Rauh & Backeb.) Kimnach
- Cleistocactus tarijensis Cárdenas = Cleistocactus hyalacanthus (K.Schum.) Rol.-Goss.
- Cleistocactus tenuiserpens Rauh & Backeb. ≡ Borzicactus tenuiserpens (Rauh & Backeb.) Kimnach
- Cleistocactus tominensis (Weing.) Backeb.
- Cleistocactus tupizensis (Vaupel) Backeb. = Cleistocactus buchtienii Backeb.
- Cleistocactus variispinus F.Ritter = Cleistocactus reae Cárdenas
- Cleistocactus vulpis-cauda F.Ritter & Cullmann ≡ Cleistocactus brookeae subsp. vulpis-cauda (F.Ritter & Cullmann) Mottram
- Cleistocactus winteri D.R.Hunt
- Cleistocactus xylorhizus (F.Ritter) Ostolaza  ≡ Borzicactus xylorhizus (F.Ritter) G.J.Charles

Synonyme für die Gattung sind Borzicactus Riccob. (1909), Cleistocereus Frič & Kreuz. (1935, nom. illeg.), Clistanthocereus Backeb. (1937), Loxanthocereus Backeb. (1937), Seticereus Backeb. (1942), Maritimocereus Akers (1950), Bolivicereus Cárdenas (1951), Akersia Buining (1961), Winteria F.Ritter (1962, nom. illeg.), Seticleistocactus Backeb. (1963), Hildewintera F.Ritter (1966), Winterocereus Backeb. (1966, nom. illeg.), Borzicactella F.Ritter (1981) und ×Borkersia Halda (2003).

## Nachweise